# Christian Gottlieb Schmidt (Pfarrer, 1755)
Christian Gottlieb Schmidt (* 1. Oktober 1755 in Bernsdorf bei Zwickau; † 2. August 1827 in Weißenfels) war ein deutscher evangelischer Pfarrer und Autor.

## Leben und Wirken
Nach dem Besuch des Gymnasiums in Gera nahm Schmidt ein Theologie- und Jurastudium an den Universität Leipzig auf und wechselte dann an die Universität Wittenberg. Danach war er zunächst als Hauslehrer tätig, bevor er 1790 gräflich Zinzendorf'scher Prediger zu Constappel bei Meißen wurde. 1801 erhielt er die Ernennung zum evangelischen Pfarrer und Superintendenten in der sächsischen Amtsstadt Weißenfels, wo er Novalis kurz vor dessen Tod kennenlernte. Eine Freundschaft verband ihn auch mit Louise Brachmann.
Er ist der Urgroßvater des Germanisten Erich Schmidt.
Bekannt wurde er u. a. als Verfasser eines Tagebuches über eine Reise in die Schweiz, das erst nach seinem Tode erschien.

## Weitere Werke
- Briefe über Hernhut und andere Orte der Oberlausiz. 1787.
- Briefe über die Niederlausiz, von dem Verfasser der Briefe über Herrnhut und die Oberlausiz. Kühne, Wittenberg 1789; Reprint Guben 2014.